# Gerhard Heinrich von Wintgen
Gerhard Heinrich von Wintgen († 23. Juni 1707 in Münster) war Hofrat im Hochstift Münster.

## Leben
Die Familie Wintgen  stammte mit großer Wahrscheinlichkeit aus dem Raum Ahaus, wo im 16. Jahrhundert ihre Heiratskreise und ihre Güter lagen. Die katholischen Familienmitglieder waren im landesherrlichen Verwaltungs- oder Militärdienst tätig. Gerhard Heinrich von Wintgen wurde als Sohn des Jordan Wintgen († 1681, Obristlieutenant) und seiner Gemahlin Magdalena Albachten geboren. Dieser war in kurfürstlichen Diensten militärischer Kommandant von Ottenstein.
Gerhard Heinrich schrieb sich am 10. Dezember 1668 an der Universität Löwen ein, wurde Diplomat und war als Gesandter des Grafen von Lesli im Ottomanischen Reich eingesetzt. Es folgten verschiedene Gesandtschaften. So war er auch Beauftragter des Grafen von Bentheim bei Verhandlungen in Wien bezüglich der Stabilisierung der katholischen Religion in der Grafschaft Bentheim. 1676 heiratete er in Münster Johanna Anna Magdalena von Büren (1653–1708), Tochter des Landschaftspfennigmeisters Bernhard von Büren und seiner Frau Sybille von Nesselrode.
Im gleichen Jahre wurde er Rentmeister des Amtes Wolbeck und  fürstlich-münsterischer Sekretär. Er war Mitglied der Catharinen-Bruderschaft (1683), der Liebfrauen-Bruderschaft an der St.-Aegidii-Kirche (1691) und des Großen Kalands und bekleidete außerdem verschiedene Ämter: Kriegsrat (1684), Richtherr (1684), Hofrat, Weinherr. 1688 zum Landrentmeister ernannt, stieg er vermutlich durch die Beziehungen seines Schwiegervaters in die unmittelbare Nähe des Fürsten auf. Von 1689 bis 1707 war er Bürgermeister der Stadt Münster. Über seine Heirat erlangte Gerhard Heinrich die Erbschaft von Büren und damit große Besitztümer. Er begann, in und in Münsters Umgebung Grundeigentum zu erwerben, das sich unter seinem Sohn Johann Bernhard noch erheblich vergrößerte.

### Auszeichnungen
16. Oktober 1706 Erhebung in den Reichsritterstand